# Ahetze
Ahetze település Franciaországban, Pyrénées-Atlantiques megyében. Lakosainak száma 2070 fő (2022. január 1.). Ahetze Arbonne, Arcangues, Bidart, Saint-Jean-de-Luz és Saint-Pée-sur-Nivelle községekkel határos.

## Népesség
A település népességének változása:
| Lakosok száma | 1941 | 2024 | 2152 | 2158 | 2114 | 2071 | 2027 | 2049 | 2070 |
|               | 2013 | 2015 | 2016 | 2017 | 2018 | 2019 | 2020 | 2021 | 2022 |